# Grammy Award du meilleur album de jazz vocal
Le Grammy Award for Best Jazz Vocal Album (« Grammy Award du meilleur album de jazz vocal ») est une récompense musicale décernée depuis 1977 à des artistes de jazz lors de la cérémonie des Grammy Awards.

## Historique
En 1977 est créée la catégorie Best Jazz Vocal Performance (« Meilleure interprétation vocale de jazz ») et la première récompense est attribuée à la chanteuse Ella Fitzgerald pour son album intitulé Fitzgerald and Pass... Again. Quatre ans plus tard, cette catégorie est divisée en deux avec une distinction entre artiste masculin et féminin avec les catégories Meilleure interprétation vocale féminine de jazz et Meilleure interprétation vocale masculine de jazz. À l'exception de 1985, cette distinction est opérée jusqu'en 1991.
La séparation du genre est supprimée en 1992 et la catégorie Meilleure interprétation vocale de jazz est rétablie. Elle est renommée en 2001 en « meilleur album de jazz vocal » (Best Jazz Vocal Album).
La chanteuse américaine Dianne Reeves est l'artiste la plus récompensée avec quatre prix obtenu dans cette catégorie.

## Liste des lauréats

### Années 1970-1980
| Année | Artiste récompensé | Album/morceau                | Nommés et leur album | Lauréat | Ref.  |
| ----- | ------------------ | ---------------------------- | --- | ------- | ----- |
| 1977  | Ella Fitzgerald    | Fitzgerald and Pass... Again | - Ray Charles, Cleo Laine – Porgy and Bess - Irene Kral – Where Is Love? - Quire – Quire - Sarah Vaughan – More Sarah Vaughan Live in Japan                                                 |         | [ 1 ] |
| 1978  | Al Jarreau         | Look to the Rainbow          | - João Gilberto – Amoroso - Carmen McRae – Carmen McRae at the Great American Music Hall - Irene Kral – Kral Space - Helen Merrill – Helen Merrill - John Lewis                             |         | [ 2 ] |
| 1979  | Al Jarreau         | All Fly Home                 | - Irene Kral – Gentle Rain - Mel Torme – Together Again, for the First Time - Eddie Jefferson – The Main Man - Sarah Vaughan – How Long Has This Been Going On - Ray Charles – True to Life |         | [ 3 ] |
| 1980  | Ella Fitzgerald    | Fine and Mellow              | - Sarah Vaughan – I Love Brazil - Helen Humes – Sneakin' Around - Joe Williams – Prez and Joe - Eddie Jefferson – The Live-liest                                                            |         | [ 4 ] |
| 1985  | Joe Williams       | Nothin' but the Blues        | - Sarah Vaughan – I Love Brazil - Helen Humes – Sneakin' Around - Joe Williams – Prez and Joe - Eddie Jefferson – The Live-liest                                                            |         | [ 5 ] |

### Années 1990
| Année | Artiste récompensé  | Album/morceau                          | Nommés et leur album | Lauréat        | Ref.   |
| ----- | ------------------- | -------------------------------------- | --- | -------------- | ------ |
| 1992  | Take 6              | He is Christmas                        | - Mel Torme – Ellington Medley - Cole – Long 'bout Midnight - Shirley Horn – You Won't Forget Me - The Manhattan Transfer – The Offbeat of Avenues                                  |                | [ 6 ]  |
| 1993  | Bobby McFerrin      | 'Round Midnight                        | - Grady Tate – She's Out of My Life - Mel Tormé – An Elegant Evening - Joe Williams – I Just Want to Sing - Jimmy Witherspoon – Midnight Lady Called the Blues                      | Bobby McFerrin | [ 7 ]  |
| 1994  | Natalie Cole        | Take a Look                            | - Ernestine Anderson – Now and Then - Shirley Horn – Light Out of Darkness - Bobby McFerrin – The Pink Panther Theme - Bobby Short avec le Alden Barrett Quintet – Swing That Music |                | [ 8 ]  |
| 1995  | Etta James          | Mystery Lady - Songs of Billie Holiday | - Dee Dee Bridgewater – Keeping Tradition - Shirley Horn – I Love You, Paris - Lena Horne – We'll Be Together Again - Cassandra Wilson – Blue Light 'til Dawn                       |                | [ 9 ]  |
| 1996  | Lena Horne          | An Evening With Lena Horne             | - Dee Dee Bridgewater – Love and Peace: A Tribute to Horace Silver - Kurt Elling – Close Your Eyes - Abbey Lincoln – A Turtle's Dream - Dianne Reeves – Quiet After the Storm       |                | [ 10 ] |
| 1997  | Cassandra Wilson    | New Moon Daughter                      | - Ernestine Anderson – Blues, Dues and Love News - Nnenna Freelon – Shaking Free - Shirley Horn – The Main Ingredient - Diana Krall – All For You                                   |                | [ 11 ] |
| 1998  | Dee Dee Bridgewater | Dear Ella                              | - Kurt Elling – The Messenger - Diana Krall – Love Scenes - Shirley Horn – Loving You - Mark Murphy – Song For The Geese                                                            |                | [ 12 ] |
| 1999  | Shirley Horn        | I Remember Miles                       | - Nnenna Freelon – Maiden Voyage - Kurt Elling – This Time It's Love - Etta Jones – My Buddy - Etta Jones Sings the Songs of Buddy Johnson - Dianne Reeves – That Day...            |                | [ 13 ] |

### Années 2000
| Année | Artiste récompensé | Album/morceau                          | Nommés et leur album | Lauréat | Ref.   |
| ----- | ------------------ | -------------------------------------- | --- | ------- | ------ |
| 2000  | Diana Krall        | When I Look in Your Eyes               | - Carla Cook – It's All About Love - Etta James – Heart of a Woman - Dianne Reeves – Bridges - Cassandra Wilson – Traveling Miles                                                 |         | [ 14 ] |
| 2001  | Dianne Reeves      | In the Moment - Live in Concert        | - Kurt Elling – Live in Chicago - Nnenna Freelon – Soulcall - Freddy Cole – Merry-Go-Round - Dee Dee Bridgewater – Live at Yoshi's                                                |         | [ 15 ] |
| 2002  | Dianne Reeves      | The Calling: Celebrating Sarah Vaughan | - Shirley Horn – You're My Thrill - Kurt Elling – Flirting With Twilight - Karrin Allyson – Ballads: Remembering John Coltrane - Mose Allison – Mose Chronicles: Live in London 1 |         | [ 16 ] |
| 2003  | Diana Krall        | Live in Paris                          | - Etta Jones – Etta Jones sings Lady Day - Natalie Cole – Ask a Woman Who Knows - Patti Austin – For Ella - Luciana Souza – Brazilian Duos                                        |         | [ 17 ] |
| 2004  | Dianne Reeves      | A Little Moonlight                     | - Luciana Souza – North & South - Kurt Elling – Man in the Air - Shirley Horn – May the Music Never End - Aaron Neville – Nature Boy                                              |         | [ 18 ] |
| 2005  | Nancy Wilson       | R.S.V.P. (Rare Songs, Very Personal)   | - Jamie Cullum – Twentysometing - Andy Bey – American Song - Al Jarreau – Accentuate the Positive - Dana Owens – Queen Latifah                                                    |         | [ 19 ] |
| 2006  | Dianne Reeves      | Good Night and Good Luck               | |         |        |
| 2007  | Nancy Wilson       | Turned to Blue                         | |         |        |
| 2008  | Patti Austin       | Avant Gershwin                         | |         |        |
| 2009  | Cassandra Wilson   | Loverly                                | |         |        |

### Années 2010
| Année | Artiste récompensé                      | Album/morceau                                                            | Nommés et leur album | Lauréat | Ref. |
| ----- | --------------------------------------- | ------------------------------------------------------------------------ | --- | ------- | ---- |
| 2010  | Kurt Elling                             | Dedicated to You: Kurt Elling Sings the Music of Coltrane and Hartman    | |         |      |
| 2011  | Dee Dee Bridgewater                     | Eleanora Fagan (1915-1959): To Billie with Love from Dee Dee Bridgewater | |         |      |
| 2012  | Terri Lyne Carrington & Various Artists | The Mosaic Project                                                       | - Kurt Elling – The Gate - Tierney Sutton Band – American Road - Karrin Allyson – 'Round Midnight - Roseanna Vitro – The Music of Randy Newman                                                                             |         |      |
| 2013  | Esperanza Spalding                      | Radio Music Society                                                      | |         |      |
| 2014  | Gregory Porter                          | Liquid Spirit                                                            | |         |      |
| 2015  | Dianne Reeves                           | Beautiful Life (en)                                                      | - Billy Childs (en) and others – Map to the Treasure: Reimagining Laura Nyro - René Marie (en) – I Wanna Be Evil (With Love to Eartha Kitt) - Gretchen Parlato – Live in NYC - Tierney Sutton (en) – Paris Sessions        |         |      |
| 2016  | Cécile McLorin Salvant                  | For One to Love (en)                                                     | - Karrin Allyson – Many a New Day: Karrin Allyson Sings Rodgers & Hammerstein - Denise Donatelli (en) – Find a Heart - Lorraine Feather (en) – Flirting with Disaster - Jamison Ross (en) – Jamison                        |         |      |
| 2017  | Gregory Porter                          | Take Me to the Alley                                                     | - René Marie – Sound of Red - Branford Marsalis Quartet & Kurt Elling – Upward Spiral - Catherine Russell – Harlem on My Mind - The Tierney Sutton (en) Band – The Sting Variations                                        |         |      |
| 2018  | Cécile McLorin Salvant                  | Dreams and Daggers (en)                                                  | - The Baylor Project – The Journey - Jazzmeia Horn (en) – A Social Call - Raul Midón – Bad Ass and Blind - Randy Porter Trio & Nancy King (en) – Porter Plays Porter                                                       |         |      |
| 2019  | Cécile McLorin Salvant                  | The Window                                                               | - Freddy Cole – The Mood is You - Kurt Elling – The Questions - Kate McGarry, Keith Ganz, Gary Versace – The Subject Tonigh is Love - Raul Midón With The Metropole Orkest Conducted By Vince Mendoza – If You Really Want |         |      |

### Années 2020
| Année | Artiste récompensé           | Album/morceau                | Nommés et leur album | Lauréat | Ref. |
| ----- | ---------------------------- | ---------------------------- | --- | ------- | ---- |
| 2020  | Esperanza Spalding           | 12 Little Spells             | - Tierney Sutton Band – Screenplay - Sara Gazarek – Thirsty Ghost - Jazzmeia Horn (en) – Love & Liberation - Catherine Russell – Alone Together                                                              |         |      |
| 2021  | Kurt Elling ft. Danilo Pérez | Secrets Are The Best Stories | - Somi (en) avec Frankfurt Radio Big Band conduit par John Beasley – Holy Room: Live At Alte Oper - Kenny Washington (en) – What's The Hurry - Carmen Lundy (en) – Modern Ancestors - Thana Alexa (en) – Ona |         |      |
| 2022  | Esperanza Spalding           | Songwrights Apothecary Lab   | - Gretchen Parlato – Flor - Nnenna Freelon – Time Traveler - Kurt Elling et Charlie Hunter – SuperBlue - The Baylor Project – Generations                                                                    |         |      |
| 2023  | Samara Joy                   | Linger Awhile                | - Cécile McLorin Salvant – Ghost Song - The Manhattan Transfer avec The WDR Funkhausorchester – Fifty - Carmen Lundy – Fade To Black - The Baylor Project – The Evening: Live At APPARATUS                   |         |      |